# Pierre Jouvet
Pierre Jouvet, né le 6 octobre 1986 à Valence (Drôme), est un homme politique français.
Il est secrétaire général du Parti socialiste et conseiller départemental de la Drôme pour le canton de Saint-Vallier depuis 2015. Il a été président de la communauté de communes Porte de DrômArdèche de 2014 à 2024, et maire de Saint-Vallier de 2020 à 2024.
Lors des élection européennes du 9 juin 2024, il est élu député européen socialiste sur la liste d'alliance avec Place publique.

## Biographie

### Enfance, vie personnelle et études
Pierre Jouvet naît le 6 octobre 1986 à Valence (Drôme) de parents tous deux enseignants et militants au Parti socialiste (PS), de tendance favorable à François Mitterrand. Après 2002, il s'encarte au PS avant de faire Sciences Po Lyon.

## Engagement politique

### Au sein du Parti socialiste
Il s’engage en 2003 auprès de François Hollande, alors premier secrétaire du PS.
Il devient après ses études et pendant sept ans collaborateur du sénateur et futur ministre Didier Guillaume.
Lors de la campagne présidentielle de 2012, il est responsable de la mobilisation des jeunes et soutient François Hollande durant son quinquennat. Il se mobilise, sans succès, pour qu’il se représente.
En 2014, à 27 ans, il est élu président de la communauté de communes de Porte de Drôme Ardèche,,. Il est également en 2014 nommé par le maire de Saint-Vallier premier adjoint chargé de l’éducation du développement et de l’attractivité.
En 2015, à la suite du 72e congrès du Parti socialiste, il devient secrétaire national adjoint aux Fédérations.
En 2016, il prépare la candidature à l'élection présidentielle 2017 de François Hollande : en octobre, il adresse aux secrétaires fédéraux un SMS dans lequel il leur annonce la publication prochaine d'un appel de soutien des cadres du parti.
En 2017, à l'occasion de la primaire socialiste, il apporte son soutien au candidat Manuel Valls, qui est finalement battu au second tour par Benoît Hamon. En sa qualité d'élu local, Pierre Jouvet apporte son parrainage au candidat désigné par les primaires.
Lors des élections législatives de 2017, Pierre Jouvet est candidat aux législatives dans la quatrième circonscription de la Drôme, comme candidat PS. Avec 17,2% des voix, il est battu dès le premier tour, arrivant 4e. 
Alors que le PS essuie une défaite importante à l’occasion des élections présidentielles et législatives de 2017, il s’engage dans la reconstruction du parti aux côtés d’Olivier Faure. Lorsque celui-ci est élu premier secrétaire du Parti socialiste à la suite du congrès d’Aubervilliers en avril 2018, il le nomme secrétaire national au développement et à la structuration du parti,. Il est nommé porte-parole du PS en octobre,.
En 2019, il soutient la stratégie d’union de la gauche aux côtés de Place publique fondée par Raphaël Glucksmann, du Parti radical de gauche et de Nouvelle Donne.
Lors du Conseil national du parti du 22 juin 2019, il est nommé secrétaire national aux relations extérieures et aux élus. Il est également co-président de la commission électorale chargé des investitures,,,.
Le 29 janvier 2020, au nom du Parti socialiste, il porte un recours au Conseil d’État durant l'examen par celui-ci de la circulaire dite Castaner, relative aux nuançages des listes électorales pour les élections municipales.
Le 15 mars 2020, il devient maire de Saint-Vallier,. Il soutient la sauvegarde de l'hôpital sur la commune,.
Le 24 novembre 2020, il est reconduit au poste de porte-parole et est nommé secrétaire national aux élections,.
A l’issue du 79e congrès du PS qui a lieu les 18 et 19 septembre 2021 à Villeurbanne, il est chargé de présider la commission électorale pour le choix du candidat socialiste à l’élection présidentielle 2022.
Lors du Conseil national du 8 octobre 2021, il est reconduit aux postes de porte-parole du PS et de secrétaire national chargé des élections.
Il soutient la candidature d'Anne Hidalgo à l'élection présidentielle de 2022,.
Dans le cadre des élections législatives 2022, il s'engage et œuvre publiquement en faveur d'un rassemblement large de toutes les forces de gauche, dont La France insoumise,,,. Dans cette optique, il conduit le 27 avril 2022 une délégation du Parti socialiste pour rencontrer des représentants de la France insoumise.
En mai 2022, il est investi par le PS, pour la coalition Nouvelle Union populaire écologique et sociale, dans la quatrième circonscription de la Drôme. Il est cette fois-ci qualifié pour le second tour mais est  battu par Emmanuelle Anthoine. Au mois d'août, il réaffirme son engagement en faveur de la Nupes lors de la journée de clôture des universités d'été de La France Insoumise à Châteauneuf-sur-Isère.
Lors du 80e congrès du PS (congrès de Marseille, en 2023), il s'engage à nouveau aux côtés d'Olivier Faure, premier signataire du texte d'orientation Gagner!. À l'issue de ce congrès, il devient le secrétaire général du parti,.
Le 9 juin 2024, Il est élu au Parlement européen pour la 10e législature, sur la liste de Raphaël Glucksmann, rassemblant Place Publique et le PS. Aux élections législatives de juillet 2024, il se présente cette fois comme suppléant de la candidate du nouveau front populaire, qui est battue au second tour.

### Positionnement face à Emmanuel Macron et évolution politique
Lors des élections législatives de 2017 dans la 4e circonscription de la Drôme, Pierre Jouvet sollicite mais n'obtient pas l'investiture de La République En Marche, qui est attribuée à Latifa Chay. Il se présente comme un candidat « compatible » avec les idées d'Emmanuel Macron, dans l'idée de former après les élections un groupe parlementaire de gauche dans la majorité présidentielle. Il utilise sur son matériel de campagne une photo d'Emmanuel Macron, et son affiche porte la mention « Majorité présidentielle ».
Pierre Jouvet se constitue par la suite comme un opposant à Emmanuel Macron et se montre très critique envers sa politique « de droite », « néolibérale » ou « monarchique et centralisée »,,.
Juste après les élections européennes de 2019, il appelle EELV à se joindre à un « bloc progressiste de gauche au Parlement européen » au lieu de rejoindre la « majorité d'Emmanuel Macron », comme semble le vouloir Yannick Jadot, qui critique l'idée d'une « gauche plurielle ». Pour les régionales de 2021, il communique avec les communistes, les écologistes, et même les insoumis. Il affirme que les divergence entre les formations de gauche ne sont pas insurmontables et appelle de ses vœux des unions pour les élections. En 2022, lors d'une interview à Paris Match, il affirme qu'Emmanuel Macron aurait pu devenir le nouveau Mendès France, mais qu'il est devenu le « nouveau Sarkozy ». Au sujet du Parti socialiste, il affirme : « Quand la gauche a une gestion de bons bourgeois de la politique sans vouloir changer la vie des gens, elle se perd et enfante des Macron ».

## Synthèse des mandats et fonctions
- Conseiller municipal délégué de Saint-Vallier de 2008 à 2014 ;
- Premier adjoint au maire de Saint-Vallier, chargé de l’éducation du développement et de l’attractivité, de 2014 à 2020 ;
- Maire de Saint-Vallier de 2020[50] à 2024.
- Secrétaire national du Parti socialiste depuis 2016 et porte-parole depuis 2018[51],[52]
- Président de Porte de DrômArdèche de 2014 à 2024[53].
- Conseiller départemental du canton de Saint-Vallier de 2015 à 2021 ; réélu en 2021.
- Député européen depuis 2024[54].

## Synthèse des résultats électoraux

### Élections législatives
| Année | Parti  | Parti | Circonscription | 1er tour | 1er tour | 1er tour | 2d tour | 2d tour | 2d tour | Issue   |
| Année | Parti  | Parti | Circonscription | Voix     | %        | Rang     | Voix    | %       | Rang    | Issue   |
| ----- | ------ | ----- | --------------- | -------- | -------- | -------- | ------- | ------- | ------- | ------- |
| 2017  |        | PS    | 4e de la Drôme  | 7 980    | 17,23    | 4e       |         |         |         | Éliminé |
| 2022  | 14 858 | PS    | 4e de la Drôme  | 30,50    | 1er      | 19 686   | 42,10   | 2e      | Battu   |         |

### Élections municipales
| Année | Commune       | 1er tour | 1er tour | 1er tour | 1er tour | 1er tour | Sièges  | Sièges |
| Année | Commune       | Liste    | Liste    | Voix     | %        | Rang     | CM      | CC     |
| ----- | ------------- | -------- | -------- | -------- | -------- | -------- | ------- | ------ |
| 2020, | Saint-Vallier |          | PS-DVG   | 660      | 84,62    | 1re      | 27 / 27 | 4 / 4  |

### Elections cantonales
| Année | Parti | Parti | Canton        | 1er tour | 1er tour | 1er tour | 2d tour | 2d tour | 2d tour |
| Année | Parti | Parti | Canton        | Voix     | %        | Rang     | Voix    | %       | Issue   |
| ----- | ----- | ----- | ------------- | -------- | -------- | -------- | ------- | ------- | ------- |
| 2015  |       | PS    | Saint-Vallier | 3 765    | 42,03    | 1er      | 5 419   | 62,05   | Élu     |
| 2021  | 3 246 | PS    | Saint-Vallier | 54,55    | 1er      | 4 556    | 75,87   | Élu     |         |